# I всемирный конгресс эсперантистов

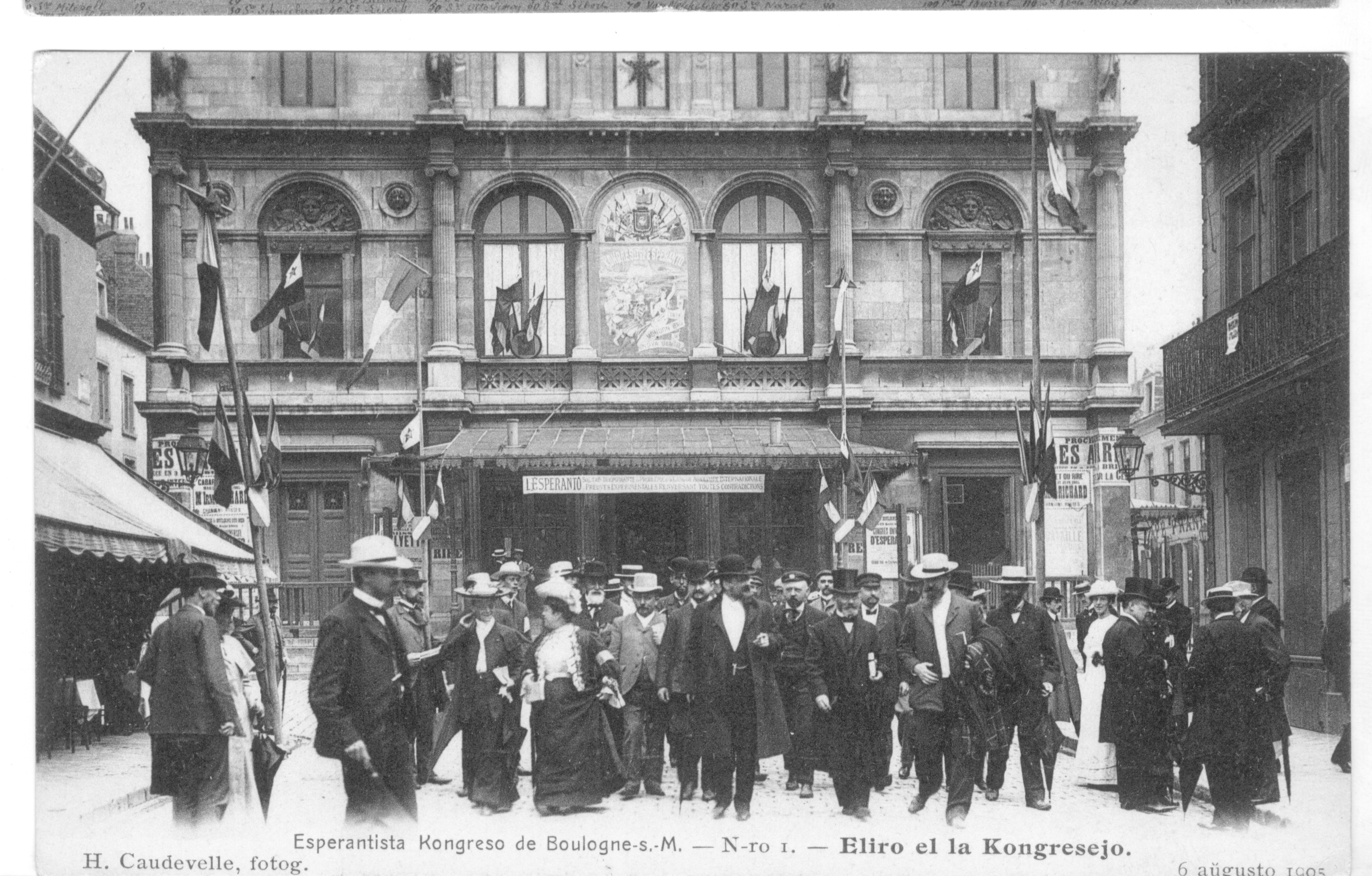
Участники конгресса выходят из зала заседаний

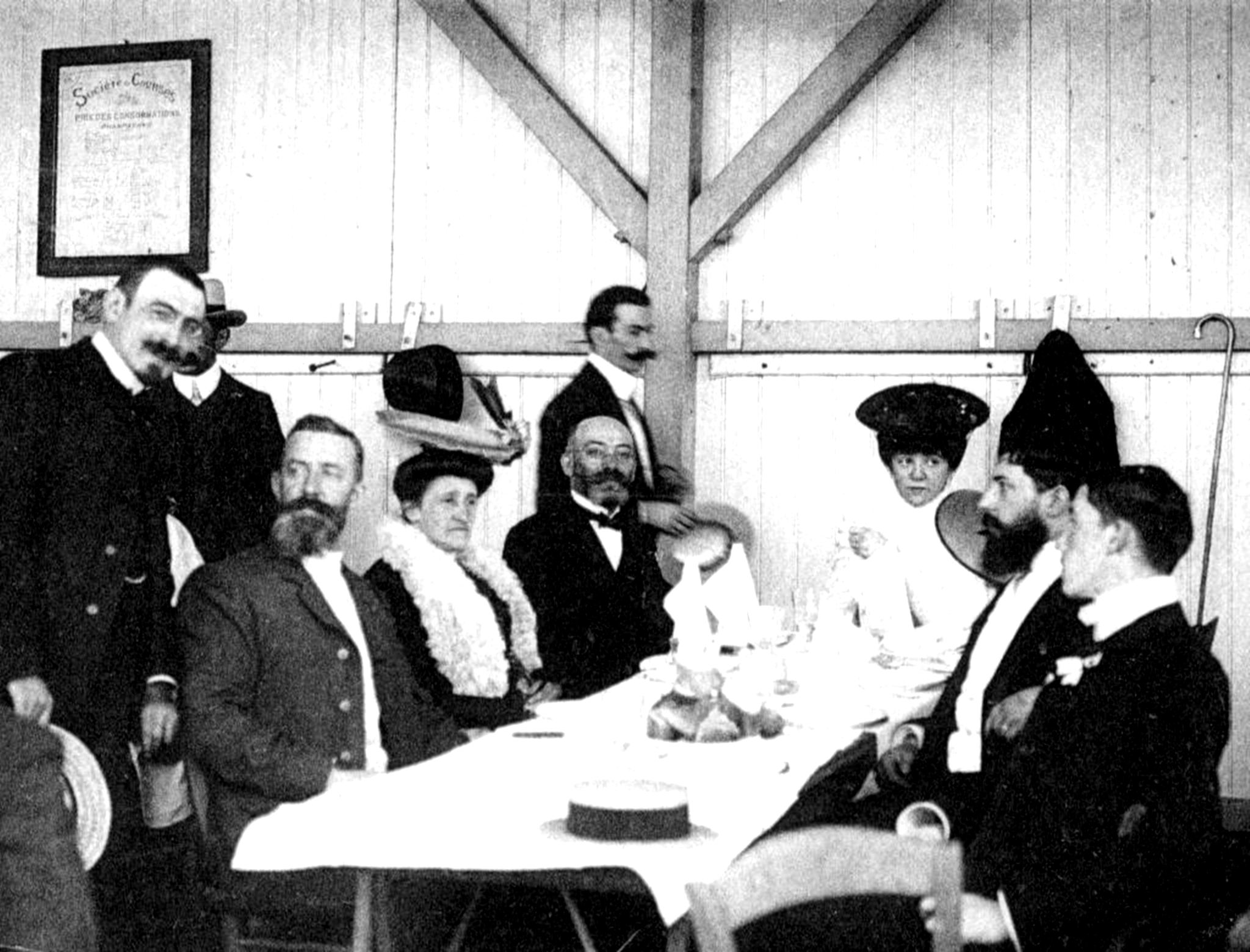
А. Мишо (первый сидящий слева) и Л. Заменгоф (последний сидящий слева)

I Всемирный конгресс эсперантистов — международная конференция эсперантистов 1905 года, состоявшаяся во французском городе Булонь-сюр-Мер и положившая начало ежегодному проведению конгрессов участников международного эсперанто-движения (Universala Kongreso).

## Подготовка и ход конгресса
Конгресс стал первой международной конференцией эсперантистов такого масштаба, в нём приняло участие 688 эсперантистов из 20 стран (в 1904 году была организована конференция в Кале, в которой приняли участие эсперантисты Франции и Великобритании, и она оказалась столь успешной, что её участники приняли решение провести в 1905 году встречу в более широком масштабе). Инициатором проведения 1-го конгресса в Булонь-сюр-Мер был адвокат, руководитель кружка эсперантистов этого города Альфред Мишо, организационный комитет конгресса возглавлял Эмиль Буарак (он же стал впоследствии и председателем конгресса). В ходе подготовки возникали опасения, что из-за русско-японской войны создатель эсперанто Л. Заменгоф, как подданный Российской империи, не сможет сам принять участие в конгрессе.
Уже в 1904 году на страницах главного печатного органа эсперантистов — газеты «Lingvo Internacia» («Международный язык») началось обсуждение вопросов повестки дня будущего конгресса, свои статьи публиковали Л. Заменгоф, О. Капе, Ш. Бурле, Г. Мош. В июле 1905 года в Lingvo Internacia был также опубликован проект Булоньской декларации, впоследствии принятой на конгрессе. В дни, предшествовавшие конгрессу, супруги Заменгоф вместе с другими участниками конгресса посетили Париж, где провели встречи со студентами Сорбонны и вручение премий одарённым студентам.
Конгресс проходил с 7 по 12 августа 1905 года и включал в себя как официальные заседания и обсуждение ключевых вопросов развития языка эсперанто и эсперанто-движения, так и обширную культурную программу. Главные решения, принятые на конгрессе — это принятие Булоньской декларации об основополагающих принципах всемирного движения эсперантистов, «Основ эсперанто» — своего рода «неприкосновенного базиса» языка, и учреждение «Языкового Комитета» (Lingva Komitato) — предшественника Академии эсперанто. Также был утверждён вид флага движения эсперантистов.
Участники конгресса не смогли прийти к единому мнению по вопросу создания международной организации эсперантистов, поэтому решение данного вопроса было отложено.
Культурная программа конгресса включала в себя представления пьес на эсперанто, среди которых были «Женитьба поневоле» Мольера и «Гамлет» У. Шекспира, костюмированный бал участников, национальные танцы.
Заменгоф в своём заключительном выступлении на конгрессе прочёл свою поэму «Молитва под зелёным флагом» (Preĝo sub la verda standardo), в поэтической форме отражавшую дух всемирного движения эсперантистов. Овация, которой был удостоен Заменгоф после прочтения «Молитвы», поразила руководителей французского эсперанто-движения. Они не предвидели, что на конгрессе будет царить почти религиозная атмосфера.